# Philomontanus baloutchi
Philomontanus baloutchi — вид дощових черв'яків. Відкритий у 2019 році командою іранських та іспанських науковців.

## Назва
Вид названо на честь доктора Мохаммада Балуча, який був видатним професором зоології в Ірані.

## Поширепння
Ендемік Ірану. Поширений у горах Загрос на північному заході країни.